# Dabendorfská škola ROA
Dabendorfská škola ROA (oficiální název Oddělení východní propagandy pro zvláštní účely, rusky Отдел восточной пропаганды особого назначения, německy Ostpropagandaabteilung zur besonderer Verwendung) byla vzdělávací středisko pro přípravu velitelských kádrů Ruské osvobozenecké armády založené na počátku roku 1943 a umístěné do vesnice Dabendorf (od roku 2003 součást města Zossen) v Německu.

## Vznik
Škola byla umístěna do budov zajateckého tábora pro francouzské válečné zajatce. Iniciativa k vytvoření školy vyšla jak z protisovětského hnutí, tak z řad německých důstojníků zejména Reinharda Gehlena a Clause Schenk von Stauffenberga. Oficiálním důvodem založení školy, jak napovídá název, byl výcvik skupiny propagandistů pro celkem 100 divizí wehrmachtu na východní frontě a pro agitaci v zajateckých táborech spravovaných OKW. Ve skutečnosti středisko školilo důstojnické kádry pro ROA. Hlavním ideovým cílem kurzů bylo převychovat zajaté vojáky a velitele Rudé armády na zaryté odpůrce stalinského společensko-politického systému. 

## Vzdělávání
Od roku 1943 do roku 1945 prošlo kurzy pořádanými ve škole asi 5 000 lidí a celkově proběhlo 12 promocí absolventů. První studenti přijeli na kurz 28. února 1943 rovnou ze zajateckého tábora. Jednalo se o 300 kadetů, kteří se po složení přísahy 1. března 1943 začali školit podle speciálně připraveného vzdělávacího programu. Znění jejich přísahy bylo následující:
| „                                              | Já, jako věrný syn své vlasti, dobrovolně vstupující do řad bojovníků ozbrojených sil národů Ruska, přísahám před svými krajany – pro dobro svého lidu, pod hlavním velením generála Vlasova, bojovat proti bolševismu do poslední kapky krve. Tento boj vedou všechny svobodymilovné národy ve spojenectví s Německem pod vedením Vůdce Adolfa Hitlera. Slibuji, že budu věrný tomuto svazku. Při plnění této přísahy jsem připraven dát svůj život. | “ |
| — přísaha vojáků ROA ve znění z 28. ledna 1945 | |   |

Učitelský sbor v čele s Fjodorem Ivanovičem Truchinem byl složen mimo jiné také z příslušníků politické organizace ruské bílé emigrace NTS (Lidový svaz práce, rusky Народно-трудовой союз российских солидаристов). První politický kurs byl ukončen 22. března 1943 a Vlasov absolventům před odjezdem přednesl slavnostní projev. Postupně do dabendorfské školy patřilo 5 kadetních rot. Stálý personál školy tvořilo 54 důstojníků, 11 poddůstojníků a 44 vojáků. Všichni používali stejnokroje wehrmachtu s ruskými polními nárameníky, kokardou a znakem ROA na levém rukávu.
Přednášky byly zaměřeny především na kritiku sovětského systému a přesvědčování posluchačů o nové naději pro Rusko spočívající ve vlasovském hnutí. Zaměření vzdělávacích programů bylo následující:
- metodologie a praxe propagandistické činnosti,
- politické kurzy na témata – Německo, Rusko a bolševismus, Ruské osvobozenecké hnutí,
- pořadová cvičení a tělesná příprava,
- střelecký výcvik (od konce roku 1943).

V táboře také sídlily redakce ruských novin vydávaných pod německou kontrolou Úsvit (rusky Заря) a Dobrovolník (rusky Доброволец). 
Na konci každé promoce měl projev generál Vlasov a na jeho počest byla vykonávána přehlídka absolventů. Škola byla líhní vlasovských kádrů a množství jejich posluchačů se účastnilo dalších aktivit KONR. Tvořila základ, ve kterém byla formována ideologie vlasovského hnutí. Vzdělávací programy pro ruské propagandisty měly probíhat podle oficiálních brožur vydávaných ministerstvem propagandy Německa, o kterých se předstíralo, že jsou hlavní náplní kurzů. Ideologickou rovinu přednášek ilustruje níže uvedený citát:
| „                                                                    | Svoboda slova a tisku, to je základ spravedlivého státu. Umožňuje společenskou kontrolu nad vším, co se děje ve státě. Je zárukou, že žádné temné skutky, ať už se jich dopustí úřady anebo jednotlivci, nezůstanou neodhaleny a nepotrestány. Při skutečné svobodě slova a tisku je nemyslitelná existence totalitních režimů, za nichž se derou k moci zadním vchodem všelijací přivandrovalci a v čele státu se najednou objeví nějaký nedostudovaný seminarista anebo neschopný frajtr. | “ |
| — starší lektor Alexandr Nikolajevič Zajcev, člen NTS a lektor kurzů | |   |

V kurzech se zdůrazňovalo, že nacionální socialismus je pro budoucí Rusko nepřijatelný. Proklamoval se národní, svobodný a demokratický stát se sociálně spravedlivým společenským zřízením. Německo mělo být pro Rusko přátelským státem.
Škola také hostila 12. dubna 1943 První protibolševickou konferenci bývalých velitelů a vojáků Rudé armády, které se zúčastnilo více než 600 osob. Konferenci předsedal Žilenkov a hlavní zprávu přednesl Vasilij Fjodorovič Malyškin.

## Zánik školy
S ohledem na válečné události a přiblížení fronty byla 28. února 1945 škola evakuována do vesnice Stružná, kde byla posléze 22. dubna 1945 rozpuštěna.

## Velitelé školy
- únor 1943 – srpen 1943 Ivan Alexejevič Blagověščenskij (rusky Ива́н Алексе́евич Благове́щенский),
- srpen 1943 – říjen 1944 Fjodor Ivanovič Truchin,
- říjen 1944 – duben 1945 G. A. Pšeničnyj (rusky Г. А. Пшеничный).